# Ein amerikanischer Traum (Buch)

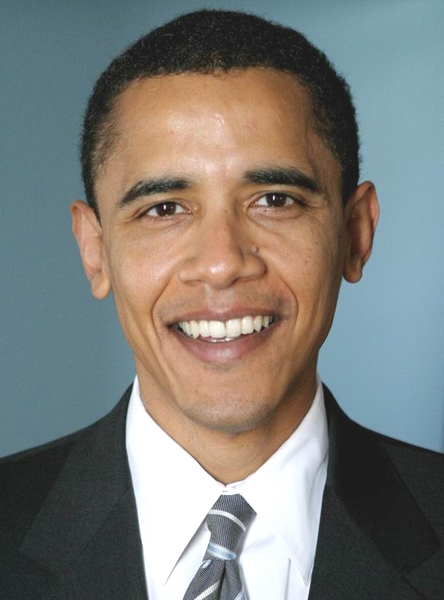
Barack Obama (2005)

 Ein amerikanischer Traum. Die Geschichte meiner Familie ist die Autobiografie von Barack Obama, deren englischsprachige Originalausgabe 1995 in den USA unter dem Titel Dreams from My Father: A Story of Race and Inheritance veröffentlicht wurde. Er beschreibt darin sein Leben bis zum Beginn seines Jura-Studiums an der Harvard University.

## Entstehung und Ausgaben
Barack Obama, ehemaliger US-Präsident und Friedensnobelpreisträger, schrieb die Autobiografie seiner jungen Jahre, nachdem er 1990 als erster Afroamerikaner Chefredakteur der juristischen Fachzeitschrift Harvard Law Review geworden war. Geplant war ursprünglich ein Werk über Rassismus, womit er scheiterte. Die Autobiografie stand weltweit auf Bestsellerlisten, darunter in Deutschland auf den Sachbuch-Bestsellerlisten von Spiegel und Focus. Bei den Spiegel-Jahresbestsellern 2009 in der Kategorie Hardcover erreichte sie bei den Sachbüchern Platz 19. Zusammen mit seinem politischen Sachbuch  The Audacity of Hope (deutscher Titel Hoffnung wagen) machte die Autobiografie Obama zum Multimillionär.
Die Erstausgabe von Dreams from My Father erschien 1995 in New York bei Times Books, einem Imprint  von „The New York Times Company“. Es folgten weitere englischsprachige Ausgaben sowie Übersetzungen in mindestens 24 Sprachen. 2004 erschien eine Neuausgabe, der Obama ein Vorwort voransetzte, in dem er auf die Entstehungsgeschichte des Buchs einging sowie sein weiteres Leben seit der Erstveröffentlichung darstellte, wie seine Wahl in den Senat von Illinois, die Folgen der Terroranschläge am 11. September 2001, seine Familiengründung mit Michelle Obama und den Tod seiner Mutter Stanley Ann Dunham.
In Deutschland erschien die Autobiografie 2008 als gebundene Ausgabe im Carl Hanser Verlag in der Übersetzung von Matthias Fienbork und 2009 als Taschenbuch in Lizenzausgabe im Deutschen Taschenbuch Verlag. Hörbuch Hamburg veröffentlichte das Buch 2008 in einer gekürzten Fassung, gelesen von Leon Boden. 
Die deutsche Boulevardzeitung Bild druckte 2008 mehrere Auszüge der deutschen Übersetzung als Serie ab.
2009 unterschrieb Obama einen Vertrag über eine gekürzte und vereinfachte Ausgabe des Buchs, das sich besonders an Jugendliche wenden soll. Dafür erhielt er eine Vorschusszahlung in Höhe von 550.000 US-Dollar. Das Buch gilt als eines der erfolgreichsten Politikerbücher aller Zeiten. Bis 2012 wurden 390.000 deutschsprachige Exemplare verkauft.

## Inhalt
Obama gliederte sein Werk in drei Teile, Kindheit, Chicago und Kenia. 
Das Kapitel Kindheit leitete er mit dem Anruf seiner Tante Jane aus Nairobi ein, die ihn über den Unfalltod seines kenianischen Vaters Barack Hussein Obama Senior unterrichtete, der nur bis 1963 mit Barack Obama und dessen Mutter zusammengelebt hatte. Er beschreibt seine Großeltern mütterlicherseits, bei denen er zeitweilig lebte und das Leben auf Hawaii. Im Abschnitt zu seinem Leben ab 1967 in Indonesien, nachdem seine Mutter in zweiter Ehe einen Indonesier geheiratet hatte, schildert Obama die unterdrückten Hinweise auf das wenige Monate zuvor unter Präsident Suharto stattgefundene antikommunistische Massaker von mehreren hunderttausend Bürgern und die Anpassung seines indonesischen Stiefvaters an das Suharto-Regime. Bemühungen seiner Mutter um eine angemessene Schulbildung für ihren Sohn scheiterten, er kehrte 1971 nach Hawaii zu seinen Großeltern zurück. Obama schildert das dann erfolgende letzte Zusammentreffen mit seinem Vater. Der Besuch des Occidental College in Los Angeles, das überwiegend von Weißen besucht wurde, vermittelte ihm die Erfahrung, bei Dates wenig gefragt zu sein, weckte aber auch sein Interesse an der Anti-Apartheid-Bewegung. 
In Chicago leistete Obama nach seinem Examen Stadtteilarbeit und kam in ersten Kontakt mit seiner älteren Halbschwester Auma Obama. Mit den Bewohnern der Altgeld Gardens initiierte er eine Kampagne gegen Asbest, entwickelte er ein Förderprogramm für gefährdete Jugendliche, setzte sich mit dem Christentum auseinander und traf schließlich seine Entscheidung für ein Jura-Studium. 
Eine Reise durch Europa brachte Obama zu der Erkenntnis, es habe „nichts mit mir zu tun“. Er flog nach Kenia, wo er seine Halbgeschwister, seine Tanten, Onkel, Cousins und Cousinen kennenlernte und von den Konflikten innerhalb der Familie wegen des Erbes seines Vaters erfuhr. Schließlich traf er auch seine Großmutter, mit der er sich kaum verständigen konnte, weil sie nur Luo sprach.

## Rezensionen
Nils Minkmar bezeichnete das Buch in der Frankfurter Allgemeine Sonntagszeitung als „hartes Selbstporträt“: „Es ist ein zögerndes, durch und durch tentatives Werk, das die Geschichte seiner Familie einwebt in eine umfassendere Reflexion über Rasse, Gesellschaft und Bildung in Amerika. Es ist auch ein ziemlich hartes Selbstporträt: Der junge Barry ist voller Ambition, aber auch eitel; und zwischendrin lässt er sich immer wieder hängen. […] Die schönsten Passagen des Buches berühren Obamas Zeit als Community Organizer in Chicago, eine Art von Notfallmediziner für halbtote Stadtviertel. […] Er beobachtet, es finden sich präzise und ziemlich witzige Porträts von den Bewohnern, die doch alle auf ein Gesamtfazit hinführen, dass nämlich in den deindustrialisierten Vierteln auch die soziale Textur aufgerieben wurde.“
Die Berliner Zeitung schrieb: „Dass Obama aus seinem Leben und seinem Bild von Amerika ohne die geglättete Polit-Sprak erzählt, dass man darin den vielbeschworenen Menschen im Politiker sucht, darin besteht der besondere Reiz des ‚Amerikanischen Traums‘ – wie der Hanser Verlag Obamas Biographie mit diesem Kitschbegriff betitelte. ‚Dreams from my father‘, Träume meines Vaters, heißt das Buch im Original treffender.“
Engelbert Washietl schrieb in der Wiener Zeitung : „Manchmal ist er langatmig, aber nie uninteressant. Er kennt sich aus, man teilt sein Entsetzen, wenn er erfährt, wie sich manche Schwarze künstlich eine hellere Hautfarbe zu beschaffen versuchen und dabei schwere Schäden erleiden. Man lernt etwas von der – Weißen meist fremden – Realität in farbigen Kommunen und versucht nachzuvollziehen, warum eine schwarze Mutter ihr schwarzes Kind im Zorn ‚Nigger‘ nennt und damit sagen will, dass sie es für unausstehlich hält.“
Im Zürcher Tages-Anzeiger hieß es über seine Bücher Hoffnung wagen und Ein amerikanischer Traum: „Sie haben einen präzisen Blick, der zu Farbe fähig ist – für Gerüche, Stimmen oder knappe expressive Beschreibungen (etwa eine von einem wolfsgrossen Hund mit der Bierflasche im Maul). Und der subtile Pointen setzt, etwa als der 10-jährige Obama zu seinem Stiefvater nach Indonesien fliegt, zum ersten Mal den Dschungel und die Schlachtung eines Huhns sieht: […] Aber vor allem richtet sich der Blick auf Menschen: ein Blick, der vor Abgründen nicht wegsieht.“

## Ausgaben

### Englischsprachige Ausgaben
- Times Books, New York; Erstausgabe 18. Juni 1995; Hardcover, ISBN 0-8129-2343-X.
- Kodansha International, New York; August 1996, Taschenbuchausgabe, ISBN 1-5683-6162-9.
- Three Rivers Press, New York; Nachdruck, 10. August 2004, Taschenbuch, ISBN 1-4000-8277-3.
- Random House, New York; Ausgabe in Großschrift, 4. April 2006, Hardcover, ISBN 0-7393-2576-0.
- Crown Publishers, New York; 9. Januar 2007, Hardcover, ISBN 0-307-38341-5.
- Random House, New York; 9. Januar 2007, E-Book, ISBN 0-307-39412-3.
- Text Publishing, Melbourne; 2008, Taschenbuch, ISBN 978-1-921351-43-3.

### Deutschsprachige Ausgaben
- Carl Hanser Verlag, München 2008, Hardcover, ISBN 978-3-446-23021-7.
- Deutscher Taschenbuch Verlag, München 2009, ISBN 978-3-423-34570-5.

### Deutschsprachige Hörbücher
- Hörbuch Hamburg, Hamburg 2008, ISBN 978-3-89903-609-1.